# Мурас Юнайтед
Мурас Юнайтед (кирг. Мурас Юнайтед) — професійний киргизський футбольний клуб з міста Джалал-Абад. Клуб був заснований у 2023 році, та грає домашні матчі на стадіоні «Курманбек» місткістю 7 тисяч глядачів. Від часу заснування клуб грає в найвищому дивізіоні чемпіонату Киргизстану, в першому своєму сезоні команда зайняла 5-те місце в чемпіонаті країни, а в 2024 році «Мурас Юнайтед» став бронзовим призером чемпіонату Киргизстану. У Кубка Киргизстану клуб із Джалал-Абада в обидвох розіграшах, у яких брав участь, ставав володарем Кубка.

## Титули і досягнення
Володар Кубка Киргизстану (2): 2023, 2024